# Sertularella megista
Sertularella megista is een hydroïdpoliep uit de familie Sertulariidae. De poliep komt uit het geslacht Sertularella. Sertularella megista werd in 1923 voor het eerst wetenschappelijk beschreven door Stechow. 